# Sarcophaga diversimaculata
Sarcophaga diversimaculata är en tvåvingeart som först beskrevs av Macquart 1848.  Sarcophaga diversimaculata ingår i släktet Sarcophaga och familjen köttflugor. Inga underarter finns listade i Catalogue of Life.